# Hombre hiena

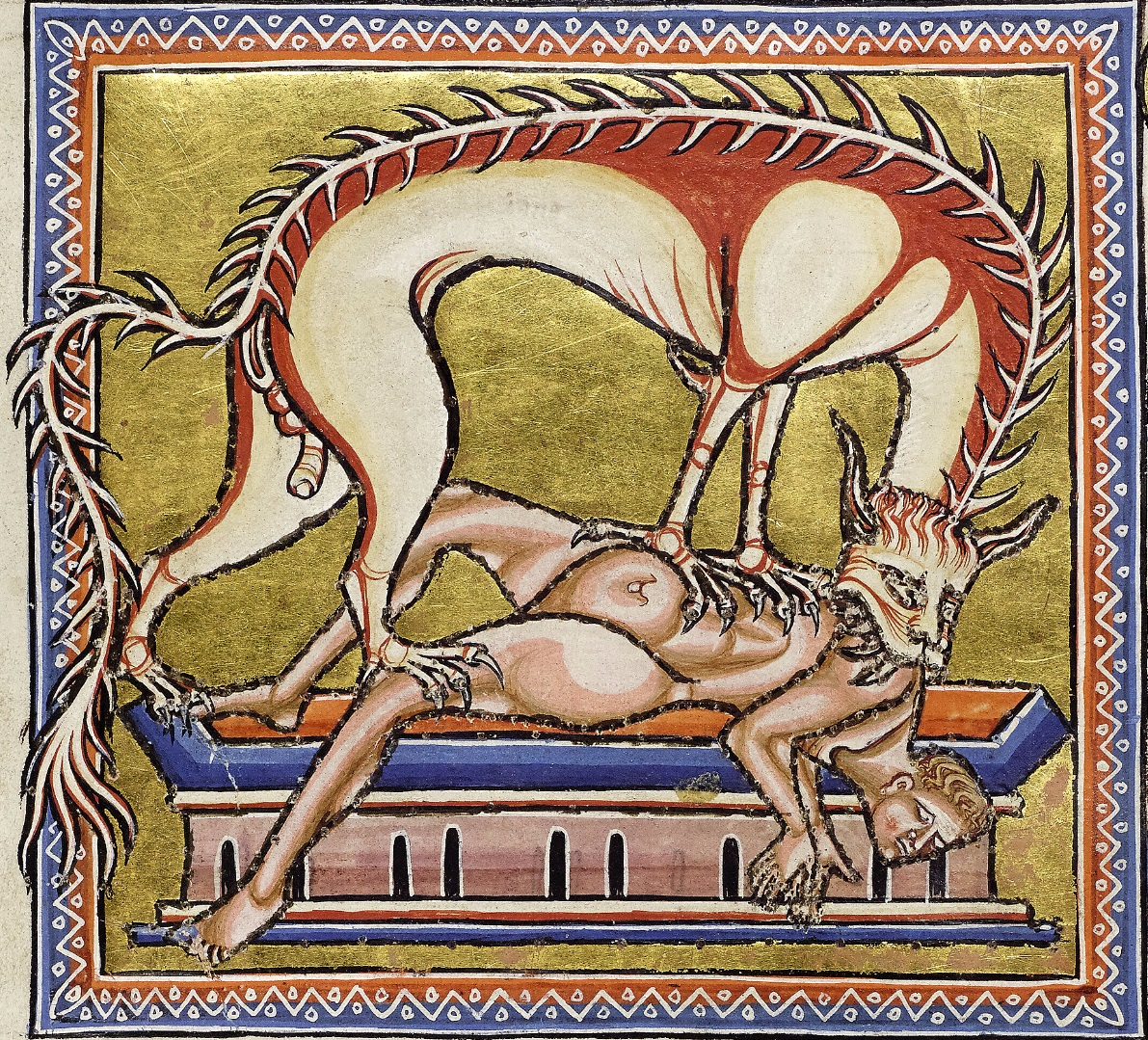
Una hiena en la representación de un bestiario medieval.

Los hombres hiena son criaturas mitológicas y folklóricas capaces de asumir la forma de hienas. Aparecen en las leyendas e historias de varias culturas de África y Eurasia. Como los hombres lobo habituales en el folklore europeo, los hombres hiena son cambiaformas teriantrópicos. Según las leyendas, aunque normalmente los hombres hiena son humanos que adquieren la capacidad de convertirse en hienas, en otras ocasiones son hienas que se disfrazan como humanos.

## Culturas africanas
En el idioma kanuri del antiguo Imperio Kanem-Bornu en la región del lago Chad, los hombres hiena reciben el nombre de bultungin, que se traduce aproximadamente como "me convierto en una hiena".  En el pasado era creencia popular que algunas aldeas de la región estaban habitadas completamente por hombres hiena, como por ejemplo Kabultiloa.
En Etiopía se cree tradicionalmente que cada herrero, cuyo oficio es hereditario, es en realidad un mago con el poder para convertirse en una hiena. Se cree que estos herreros hiena saquean las tumbas a medianoche y en la mitología local se los conoce como boudas (también pronunciado como buda).  Por esta razón los herreros son vistos con desconfianza por muchos campesinos. La creencia en el bouda o criaturas similares también se encuentra presente en Sudán, Tanzania y Marruecos, donde los bereberes consideran al bouda como un hombre que cada noche se convierte en hiena y recupera la forma humana al amanecer. Muchos cristianos etíopes consideran que los judíos del país son boudas, acusándolos de desenterrar cadáveres cristianos para devorarlos; como la herrería es una profesión tradicional extendida entre los judíos de Etiopía, puede que exista una conexión entre ambas creencias.
En el folklore de los pueblos del oeste de Sudán, los hombres hiena son monstruos caníbales que cada noche se transforman para aterrorizar a la gente, especialmente a los amantes. La criatura a menudo es descrita como un curandero poderoso, un herrero o leñador en su forma humana, que sólo es reconocible como hombre hiena mediante varias señales como un cuerpo peludo, ojos rojos y brillantes y una voz nasal.
Los miembros del culto Korè del pueblo Bambara de Mali se "convierten" en hienas imitando la conducta de esos animales mediante máscaras y danzas. Estas danzan evocan los hábitos repugnantes de las hienas y también se utilizan para invocar el miedo entre los participantes para que eviten esos hábitos y rasgos en sus vidas humanas.

## Culturas euroasiáticas
Al-Doumairy, en su obra Hawayan Al-Koubra (1406) escribió que las hienas eran criaturas vampíricas que atacaban a las personas de noche y bebían la sangre de sus cuellos. El folklore árabe afirma que las hienas pueden hipnotizar a sus víctimas con sus ojos y en ocasiones con sus feromonas.
Un tratado de medicina persa escrito en 1376 describe cómo curar a las personas conocidas como kaftar, que se dice que son "medio hombres y medio hienas" y que tienen el hábito de matar niños.
Los griegos, hasta finales del siglo XIX, creían que los cuerpos de los hombres lobo, si no eran destruidos, merodeaban por los campos de batalla como hienas vampíricas que bebían la sangre de los soldados agonizantes.

## Cultura popular
Los hombres hiena han aparecido en algunas películas como Le Cri du Coeur (El grito del corazón)(1994) de Idrissa Ouedraogo, y Hyenas (2010), una película de terror de monstruos devoradores de hombres.
En algunos juegos de rol han aparecido representaciones de hombres hiena. Los gnolls de Dungeons & Dragons son una raza bárbara y maligna que a menudo suelen ser enemigos de los pueblos civilizados. En Hombre lobo: el apocalipsis existe una tribu de hombres hiena conocidos como Ajaba, casi exterminados en su guerra ancestral contra los Simba u hombres león.
En el capítulo The Pack de la serie Buffy la Cazavampiros, Xander Harris y otros estudiantes se convierten en hombre hiena.